# Calvinisme

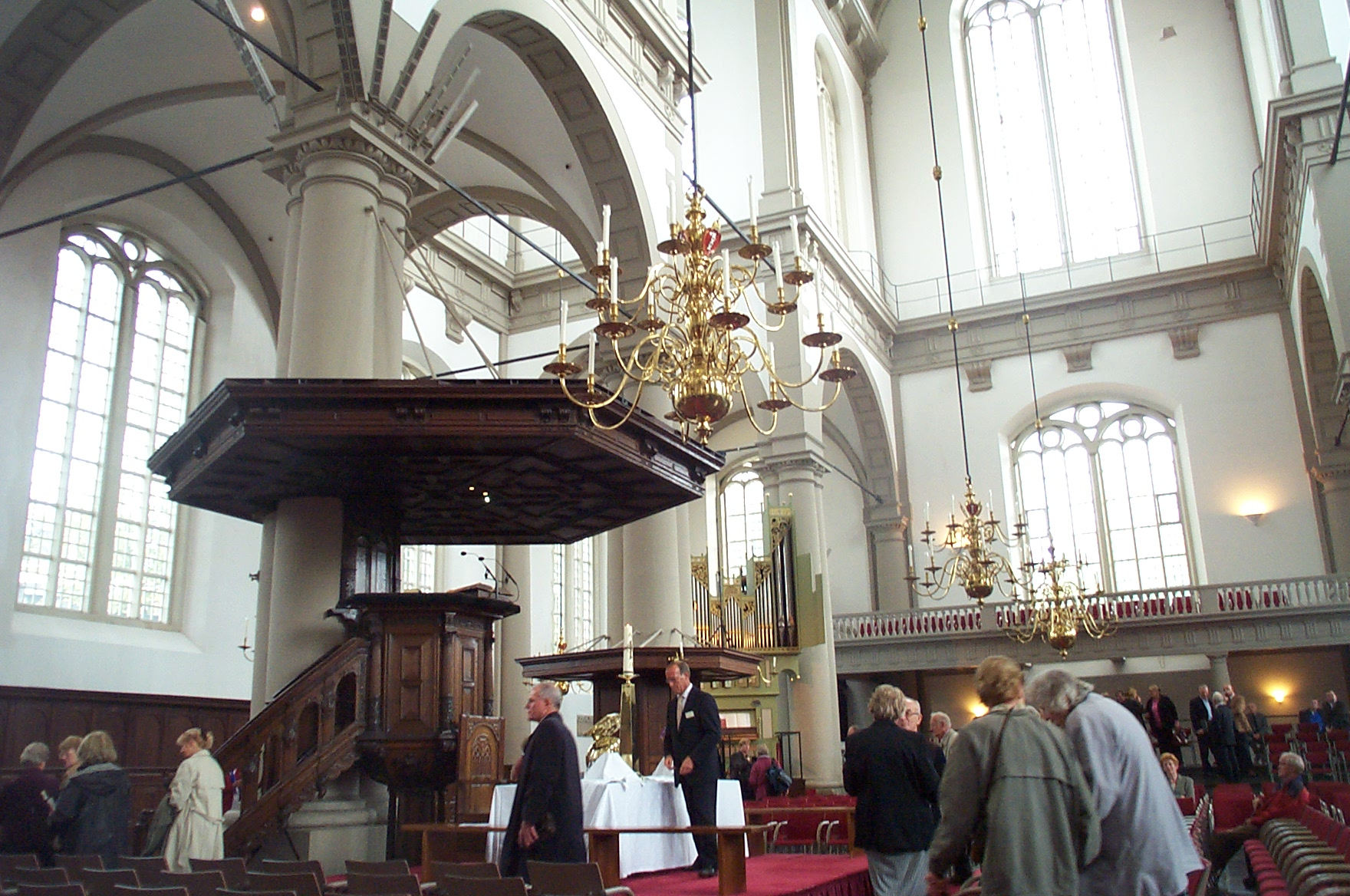
Westerkerk te Amsterdam

Het calvinisme is in strikte zin het theologische gedachtegoed van de hervormer Johannes Calvijn (1509-1564), met de daaruit voortvloeiende sociale en politieke leer.

## Verspreiding van het calvinisme
Omdat Calvijn een zware stempel heeft gedrukt op het protestantisme als kerkelijke stroming, worden tegenwoordig in Nederland calvinisme en protestantisme dikwijls met elkaar vereenzelvigd. In hoeverre het latere protestantisme afwijkt van of overeenkomt met het oorspronkelijke gedachtegoed van Calvijn is een studie op zich.
Het calvinisme zorgde in de 16e eeuw voor 'een derde reformatorische golf', nadat aanhangers van het lutheranisme van de grote hervormer Maarten Luther en de Doopsgezinden vervolging ondervonden. Het calvinisme had grote invloed in onder meer Frankrijk met de hugenoten, Schotland, waar John Knox bij de presbyterianen het calvinistische denken verbreidde en waarmee de Schotse Reformatie begon, alsmede in delen van Zwitserland en de Zeventien Provinciën. Hugenoten (een Franse verbastering van Eidgenossen) was de naar het eedgenootschap Zwitserland verwijzende naam die de protestanten in de 16e, 17e en 18e eeuw in Frankrijk kregen. De leer sloeg ook aan bij de puriteinen in Engeland en in de Verenigde Staten, waar het calvinisme nog te vinden is in de presbyteriaanse en congregationalistische kerken aldaar. Eind negentiende eeuw maakte het calvinisme, onder leiding van Abraham Kuyper en Herman Bavinck, in Nederland een herleving door in de vorm van neocalvinisme.
In Nederland en Vlaanderen is het calvinisme tegenwoordig in een breed kerkelijk spectrum van het protestantisme terug te vinden. De Protestantse Kerk in Nederland en alle andere protestantse kerkgenootschappen baseren zich mede op Calvijns theologie.
Het calvinisme is in verschillende Europese landen en zelfs ver daarbuiten de hoofdstroming geworden van het christendom. Dit was ook het geval in Nederland. De Nederlandse Grondwet is zelfs sterk gebaseerd op calvinistische principes, standpunten en uitgangspunten. Vandaag de dag telt het katholicisme de meeste aanhangers in Nederland, daarna volgt het calvinisme. In Duitsland en Scandinavië is vooral het lutheranisme een erg belangrijke stroming, het calvinisme speelt echter in Duitsland ook een grote rol.
Het overgrote deel van de Afrikaanstalige bevolking in Zuid-Afrika en Namibië is aanhanger van het calvinisme, van de Nederduitsch Hervormde Kerk van Afrika en de Nederduits Gereformeerde Kerk om precies te zijn. Het calvinisme was vroeger ook in Polen, Oostenrijk, Hongarije en Roemenië, daar vooral Transsylvanië, erg belangrijk.

## Calvinisme en kapitalisme
Auteurs als Max Weber (1864-1920) en Richard Henry Tawney (1880-1962) hebben verband gelegd tussen de opkomst van het kapitalisme in het zestiende-eeuwse West-Europa en die van het calvinisme in dezelfde tijd. Deze religieuze stroming kent bepaalde waarden die volgens Weber nodig waren om een kapitalistische economie te kunnen voeren.
Volgens Weber was het kapitalisme niet zozeer hebzuchtig maar vooral rationeel, ordelijk en gericht op vooruitkomen in de wereld. Behalve hard werken moesten calvinisten ook betrouwbaar zijn en andere goede eigenschappen bezitten. Deze eigenschappen maakten calvinisten tot ogenschijnlijk betrouwbare zakenpartners, hetgeen hun succes nog eens versterkte.
Dankzij het ascetische leven van calvinisten (hard, rationeel en systematisch werken, beperkt mogen genieten van het verdiende geld) zou veel winst worden gemaakt, waarmee weer investeringen voor nieuwe activiteiten gedaan konden worden. Bovendien konden arbeiders met het oog op hun religieuze plicht tot hard werken gemakkelijk uitgebuit worden. Dit beweerde Weber in zijn boek Die protestantische Ethik und der Geist des Kapitalismus, dat in zijn tijd beroemd maar ook omstreden was.
De inspiratie hiertoe was in Webers jeugd gelegen. Hij had zijn hele leven geworsteld met de grote tegenstelling tussen zijn beide ouders. Zijn moeder was een asceet met een streng calvinistisch geloof, zijn vader was een levensgenieter. 

## Calvinisme en kunst
In de Republiek der Nederlanden was calvinisme de officiële, maar niet verplichte godsdienst. Tijdens de Synode van Dordrecht (1618-1619) werd ruim baan gegeven aan degenen die het meest strikt en streng in de leer waren. Zodoende drukte het calvinisme een stempel op de zeventiende-eeuwse maatschappij. Calvinisten bekleedden hoge maatschappelijke posities, bestuurden het land en verdienden veel geld met de overzeese handel.
Hun rijkdom en maatschappelijke status etaleerden ze met grote huizen, chique interieurs en fraaie kunst. Het beeld dat kunst (geassocieerd met rijkdom en luxe) en calvinisme (geassocieerd met soberheid en spaarzaamheid) niet samengaan, stemt niet overeen met de werkelijkheid. Marianne Eekhout stelde in 2018 dat het een idee is dat we hebben overgehouden aan de negentiende eeuw (zie bij literatuur).
Johannes Calvijn, de stichter van het calvinisme, liet zich nooit negatief over kunst uit. ‘Beeldhouwen en schilderen’, meende hij, waren ‘gaven van God’, al dienden de afbeeldingen zich te beperken tot zaken ‘die wij met onze eigen ogen kunnen waarnemen’, alsook ‘historiestukken en uitbeeldingen van wat in de geschiedenis heeft plaatsgevonden’. Afkeurenswaardig waren ‘alle beeltenissen, afbeeldingen en andere tekenen waarmee mensen Hem in hun bijgeloof dicht bij zich dachten te brengen’. Calvijn veroordeelde afgoderij, maar riep nimmer op tot een algeheel beeldverbod.

## Populair taalgebruik
In het spraakgebruik wordt met calvinisme een verzameling eigenschappen bedoeld die typisch Nederlands zouden zijn, waaronder ingetogen gedrag, ingetogen in het uiten van emoties, niet te koop lopen met je successen, kapitaal of bezittingen hebben en daar weinig waarde aan hechten, starheid in principes, arbeidsethos en waarden als soberheid en zuinigheid.
Hoewel Calvijn in zijn Institutie pleitte voor 'maathouden', had hij wel degelijk oog voor vermaak en plezier. Zo stelt hij dat God met kleding en voedsel niet alleen in onze noodzakelijke levensbehoeften wilde voorzien, maar ook voor vermaak en plezier wilde zorgen. Ook schrijft Calvijn over 'de wijn die het hart verheugt' als een weldaad van God.